# サード・パーティー・ロジスティクス
サード・パーティー・ロジスティクス (英語：third-party logistics, 3PL) とは、コアコンピタンスに集約した経営を指向する企業が、企業戦略として、物流機能の全体もしくは一部を、第三の企業に委託することで実現する物流業務形態のひとつ。3PLと略称される。また、物流のオペレーションだけでなく物流戦略の企画から推進までを含んだコンサルティング事業を「4PL」と呼称する。

## 概要（3PLが形成される背景）
荷主企業側から見た場合、生産から販売に至るまでのロジスティクスは企業活動の根幹のひとつであるが、効率的なロジスティクス活動には倉庫や貨物自動車、ソフトウェアや人的資源などのインフラストラクチャーの充実が欠かせない。しかし、これらのインフラの拡充には相応の費用と時間が必要である。そこで、ロジスティクス活動の一部（場合によっては全部）を、物流業務を専門に行う第三の企業に委託し、外部の資源を有効に活用するという選択肢が発生する。また3PL事業者からみた場合、すでに自社の資産として保有するハードウェアやソフトウェアを荷主企業に開放することによって、少ない投資で増益を見込める。このような荷主企業と3PL事業者の利益の一致により、サード・パーティー・ロジスティクスが形成される。

## 3PL事業者が提唱する3PLの定義
広義では、荷主企業のロジスティクスの全体もしくは一部を、3PL事業者に委託する物流形態の一つと定義される。
狭義では、荷主企業のロジスティクスを物流改革の提案から運営までを包括的に委託し、3PL事業者自身が荷主企業の立場･視点から物流効率化（物流費削減、供給の迅速化、売上の拡大など）を実現する物流形態と定義される。
各3PL事業者の提唱している3PLの定義によると、荷主企業のロジスティクスの一部ではなく、提案から運営までを包括的に引き受ける物流形態を示す傾向が強いことからも、広義よりも狭義での解釈のほうがより3PLの実態に近しい定義といえる。そのため、荷主企業主導のロジスティクスの一部のみを委託する物流業務形態は、狭義では3PLとはいえず、単純なロジスティクスの委託とは一線を画する。

## 3PLの実状
荷主企業がジャストインタイムやサプライチェーン・マネジメントなどの高品質なロジスティクスを実現するための手段としても利用される。
サード・パーティー・ロジスティクスの目的のひとつとして、荷主企業と3PL事業者との間で発注者と受注者という上下関係を超えた意見交換を行い、より効率的なロジスティクスを構築することもあげられるが、現実として、3PL事業者側にそこまでの余裕がない場合が多い。

## 3PL事業者の例
3PL事業者の多くは、事業に必要なインフラを自社の資産として保有する運輸業者や倉庫業者である。また、3PL事業に必要なソフトウェア開発を行う企業や、ロジスティクス面でのコンサルティングを行う企業が3PL事業を掲げる場合もある。